# حسین‌آباد (ابرکوه، غرب)
حسین‌آباد (ابرکوه)، روستایی از توابع بخش بهمن شهرستان ابرکوه در استان یزد ایران است.

## جمعیت
این روستا در دهستان مهرآباد قرار دارد و براساس سرشماری مرکز آمار ایران در سال ۱۳۸۵، جمعیت آن ۳۵۶خانوار بوده‌است به تعداد ۱۶۵۰نفر.